# Лопатинський Юрій Дем'янович
Юрій Лопат́инський (Псевдо:«Калина», «Шейк») (12 квітня (за іншими даними 4 грудня) 1906, Тернопіль — 16 листопада 1982, Гантер, США) — військовий діяч, підполковник УПА, один із командирів «Нахтігалю».

## Життєпис
Народився у священицькій родині в Тернополі. У 1926 закінчив Академічну гімназію у Львові, а згодом школу підхорунжих польської армії. Навчався на юридичному факультеті Львівського університету.
З ранніх років член УВО та ОУН, шкільний товариш Романа Шухевича.
З листопада 1938 до березня 1939 член штабу Карпатської Січі у званні поручника, командир підстаршинської школи в Хусті.
Учасник Другого Великого Збору ОУНР, згодом старшина батальйону «Нахтігаль».
З 1941 р. у складі військової референтури ОУН. 23 квітня 1943 ув'язнений в концтаборі Заксенгаузен, звільнений 20 жовтня 1944.
На початку 1945 прибув в Україну як кур'єр від ЗП УГВР і ОУН, член ГВШ. Вів переговори з головним командуванням польської Армії Крайової у справі перемир'я та демаркаційної лінії, які закінчилися укладанням перемир'я в с. Руда-Ружанецька 21 травня 1946 р.
Після Другої світової війни проживав у США. Очолював Об'єднання колишніх вояків УПА, працював в ЗП УГВР та дирекції «Прологу».
Був одружений з Ганною Прокопович («Ліда Тульчин»), колишньою кур'єркою центру ОУН.
Помер 16 листопада 1982 року від серцевого нападу в Гантері (США). Похований 20 листопада на цвинтарі Саут-Баунд-Брук.